# Imieniny – styczeń

## 1 stycznia
Mieczysław, Mieszko, Maria, Mieczysława, Masław, Odys, Odyseusz, Wilhelm, Piotr

## 2 stycznia
Abel, Bazyli, Narcyz, Aspazja, Grzegorz, Makary, Odylon, Telesfor, Jakubina, Telesfora, Achacy, Achacjusz

## 3 stycznia
Arleta, Anter, Daniel, Danuta, Enoch, Meliton, Teonas, Genowefa, Teona, Piotr

## 4 stycznia
Aniela, Angelika, Benedykta, Dobromir, Eugeniusz, Krystiana, Grzegorz, Fereol, Tytus, Rygobert, Suligost

## 5 stycznia
Amata, Emiliana, Edward, Szymon (Symeon), Piotr

## 6 stycznia
Andrzej, Jędrzej, Baltazar, Epifania, Kacper, Kasper, Melchior, Norman, Miłowit, Miłwit, Wiltruda

## 7 stycznia
Chociesław (Chocsław), Julian, Lucjan, Kryspin, Rajmund, Walenty, Rajnold, Wirginia

## 8 stycznia
Mścisław, Seweryn, Teofil, Mroczysław

## 9 stycznia
Adrian, Antoni, Julian, Marcelin, Marcjanna, Przemir, Piotr

## 10 stycznia
Agaton, Danuta, Dobrosław, Jan, Kolumba, Nikanor, Paweł, Wilhelm, Anna, Leonia, Piotr, Petroniusz

## 11 stycznia
Feliks, Hilary, Honorata, Hortensja, Hortensjusz, Hygin, Matylda, Odon, Krzesimir

## 12 stycznia
Antoni, Arkadiusz, Wiktorian, Bonet, Arkady, Benedykt, Bonitus, Czesława, Bonita, Ernest, Tacjan, Tacjana (Tatiana), Wiktoriana, Wiktorianna, Tygriusz, Piotr, Marcin

## 13 stycznia
Bogumił, Bogusław, Gotfryd, Leoncjusz, Melania, Weronika

## 14 stycznia
Feliks, Hilary, Amadea, Krystiana, Nina, Otto, Rajner, Saba, Mściwuj, Piotr, Krzesimir

## 15 stycznia
Aleksander, Dąbrówka, Dobrawa, Domosław, Makary, Maur, Paweł, Ida, Micheasz, Piotr, Habakuk, Tarsycja

## 16 stycznia
Marceli, Waldemar, Waleriusz, Treweriusz, Włodzimierz, Piotr

## 17 stycznia
Antoni, Jan, Alba, Sulpicjusz, Rościsław, Przemił

## 18 stycznia
Beatrycze, Bogumił, Krystyna, Liberata, Lubart, Małgorzata, Zuzanna, Wenerand

## 19 stycznia
Andrzej, Bernard, Erwin, Erwina, Eufemia, Henryk, Kanut, Mariusz, Marta, Matylda, Sara, Wulstan, Adalryk, Alderyk, Pia

## 20 stycznia
Dobiegniew, Fabian, Dobrożyźń, Sebastian

## 21 stycznia
Agnieszka, Patrokles, Epifani, Jarosław, Jarosława, Krystiana, Józefa, Awit, Awita

## 22 stycznia
Uriel, Anastazy, Dorian, Gaudencjusz, Gaudenty, Dobromysł, Wincenty, Jutrogost

## 23 stycznia
Emerencja, Ildefons, Jan, Klemens, Maria, Rajmund, Rajmunda

## 24 stycznia
Chwalibog, Franciszek, Milena, Wera, Ksenia, Rafał, Tymoteusz

## 25 stycznia
Miłosz, Paweł, Artemia, Albert, Miłobor

## 26 stycznia
Paula, Skarbimir, Leon, Tymoteusz, Tytus, Leona, Wanda, Żeligniew, Ksenofont, Małostryj

## 27 stycznia
Aniela, Rozalia, Jan Chryzostom, Jerzy, Julian, Przybysław, Adalruna, Alruna, Angelika, Teodoryk

## 28 stycznia
Augustyn, Manfred, Manfreda, Flawian, Ildefons, Julian, Karol, Piotr, Roger, Tomasz, Waleriusz, Walery

## 29 stycznia
Sulpicjusz, Ismena, Gildas, Waleriusz, Zdzisław

## 30 stycznia
Adelajda, Cyntia, Dobiegniew, Feliks, Gerard, Gerarda, Hiacynta, Maciej, Marcin, Martyna, Sebastian, Teofil, Adalgunda, Adelgunda, Piotr

## 31 stycznia
Cyrus, Euzebiusz, Jan, Ksawery, Ludwik, Marceli, Marcelin, Marcelina, Eudoksja